# Foster Nkodo
Foster Nkodo (ur. 13 listopada 1980 w Jaunde) – kameruński bokser kategorii średniej.

## Kariera amatorska
W 2007 r. zdobył brązowy medal na igrzyskach afrykańskich w Algierze. Nkodo pokonał w ćwierćfinale Wale’a Omotoso, a w półfinale pokonał go Tunezyjczyk Rached Merdassi.

## Kariera zawodowa
Na zawodowym ringu zadebiutował 15 sierpnia 2008 roku. Do końca 2011 r. stoczył 7 walk, z których wygrał 6.